# Heinz Hemmi
Heinz Hemmi (eigentlich Heinrich G. Hemmi; * 23. November 1899; † Februar 1985) war ein Schweizer Sprinter.
Bei den Olympischen Spielen 1924 in Paris wurde er mit der Schweizer Mannschaft im Final der 4-mal-100-Meter-Staffel disqualifiziert.
Seine persönliche Bestzeit über 100 m von 11,2 s stellte er 1924 auf.